# Милт Джаксън
Милтън Джаксън – Бегс (на английски: Milton „Bags“ Jackson) е афроамерикански музикант, свирещ на джаз инструмента вибрафон.
Счита се, че е представител на бибопа, въпреки че името му е замесено в многообразие от джаз стилове. Негова особеност е, че прави кул суингови сола с „Модърн Джаз Куортет“ и има афинитет към съвместни проекти с хард боп и пост-боп изпълнители.
Джаксън е силно експресивен творец. Има усет към вариациите в хармонията и ритъма. Характерното за него е, че посвещава голяма част от работата си на блусовите периоди с бавно темпо. Предпочита осцилаторът на вибрафона да е настроен на ниските 3,3 оборота в секунда (за разлика от Лайнъл Хемптън, който има скорост от 10 оборота в секунда), което прави вибратото му да е по-фино. Има случаи, в които Джаксън пее и свири на пиано в професионалното си развитие.
Удостоен е със званието „почетен доктор“ от Музикален колеж „Бъркли“.